# Стародавня Індія
Термін Старода́вня І́ндія охоплює період від зародження на території Індостану перших держав до розпаду імперії Гуптів в 6 столітті. В цей період склалися основи індійської культури, виникла більшість із основних індійських релігій, розвинулися основні індійські філософські школи.

## Періодизація історії Стародавньої Індії
У історії і культурі Стародавньої Індії можна виділити декілька періодів. Появу перших великих держав, створених, як вважають, дравідійськими племенами, відносять до III тис. до н. е. Їм на зміну приходить «арійська цивілізація», пов'язана з появою спочатку на північному заході Індії, а потім і на більшій частині півострова індоєвропейських племен, що називали себе «аріями» («благородні», «з хорошої сім'ї»). У цей час (приблизно XV—VI ст. до н. е.) виникає спочатку безліч окремих держав, а з VI ст. до н. е. починає посилюватися одне з них — Магадга, що знаходиться в долині Гангу
Один з її царів — Чандрагупта, фундатор династії Маур'їв, в IV ст. до н. е. уперше в історії Індії об'єднав її в єдину державу — імперію Маур'їв (IV—II ст. до н. е.). Наступний період пов'язаний з підкоренням північної частини Індії кушанами, вихідцями з Середньої Азії — панування Кушанської династії (I—III ст. н. е.). Нового загальноіндійського об'єднання вдалося досягнути династії Гуптів в IV—VI ст. н. е.

## Харапська цивілізація

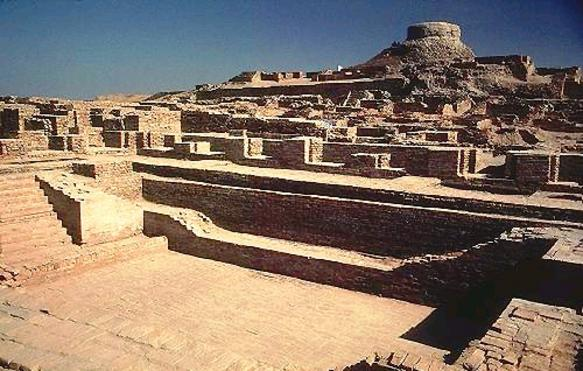
Розкопки Мохенджо-Даро.

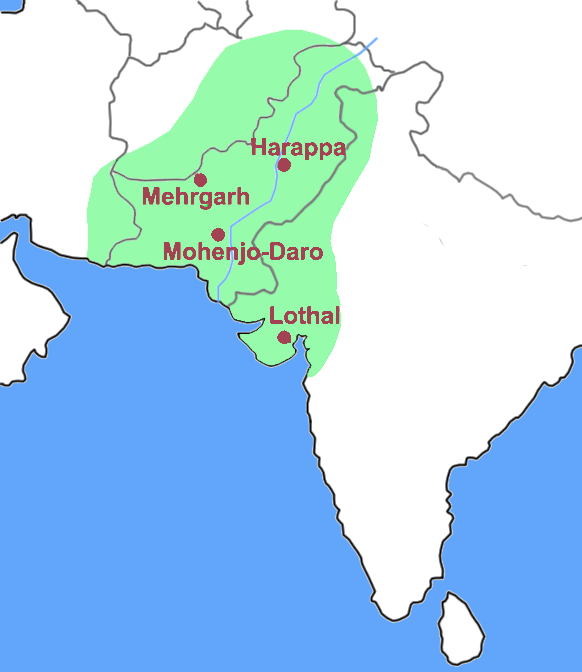
Ареал розповсюдження індської цивілізації.

До середини XIX ст. світ нічого не знав про найдревнішу цивілізацію в долині Інду, вважаючи, що культуру в Індію принесли арії. Однак випадкова знахідка англійського генерала Каннінгема в районі села Хараппа, який виявив цікаві печаті з абсолютно невідомими написами, примусила переглянути цей погляд і почати з 20-х років XX ст. планомірні розкопки. Це привело до приголомшливих відкриттів.
Були знайдені великі міські поселення — Хараппа, Мохенджо-Даро, Калібанган. Вони будувалися за схожими проєктами і складалися з «цитаделі» — «верхнього» міста, розташованого на горбі, і «нижнього» міста з житловими спорудами. Будівлі зводилися з обпеченої цегли, зв'язуючим матеріалом був мулкий або гіпсовий розчин. Вулиці перетиналися суворо перпендикулярно, на перехрестях кути будівель закруглялися, щоб не перешкоджати рухові, ширина вулиць сягала не більше 10 метрів. Будинки не мали прикрас і вікон, що виходять на вулицю. Жителі цих древніх міст були дуже консервативні. Розташування вулиць не мінялося віками, а нові будинки зводилися на місці старих. У всіх містах була система каналізації, причому здійснювалося як водопостачання, так і відведення стічних вод. Нічого подібного в інших державах того часу ще не зустрічалося. Існували також громадські купальні, які служили швидше усього для ритуального обмивання. Ремісники навчилися добре обробляти метали — мідь, олово, бронзу, золото, срібло, але при цьому абсолютно не знали заліза. Великими були торгові зв'язки, про що свідчать знахідки гирів і вимірювальної лінійки.

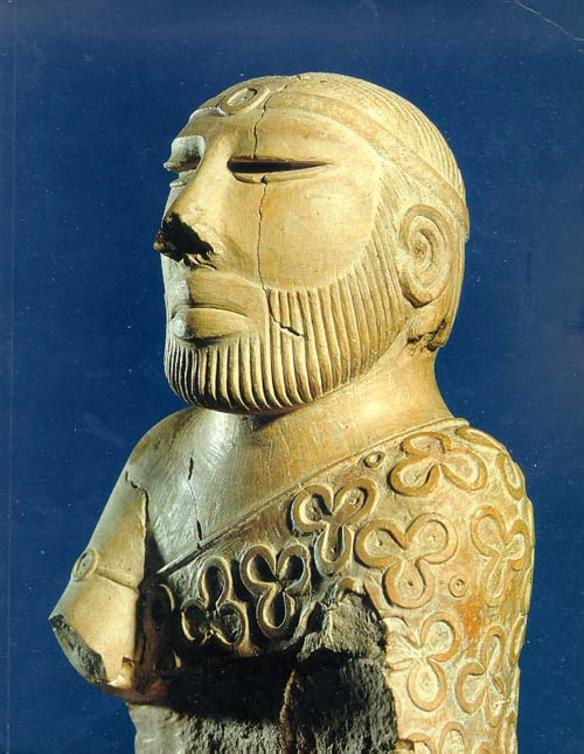
Статуетка жерця із Мохенджо-Даро.

Археологи у великій кількості знаходять статуетки з глини, м'яких порід каменя. Особливу увагу фахівців привернула бронзова статуетка оголеної танцівниці і скульптурне зображення бородатого чоловіка, що умовно іменується «Жрецем». Також було дуже розвинене гончарне ремесло.
Дуже своєрідні печатки-амулети із зображеннями людей, богів і тварин, і, найголовніше, із зразками древньої писемності. Вона не була алфавітною і складалася з малюнків (піктограм). Рядки розташовувалися горизонтально і містили до 8 знаків. Писали справа наліво. Розшифровка цих написів досі ще не завершена, хоч встановлено дравідський характер мови. За малюнками на печатях можна робити висновки і про певний зв'язок релігії жителів Хараппи з подальшими релігійними віруваннями Індії (наприклад, зображення богів в позі йоги). 
Індська (Хараппська) держава вела активну внутрішню торгівлю. Донині не з'ясовано, якою була форма влади і державний устрій: за розмірами вона могла бути імперією (понад 1100 км з півночі на південь і понад 1600 км із заходу на схід), але є припущення, що голову держави міг тут обирати народ. Близько 1800—1700 до н. е. Харрапська держава починає занепадати. Проте саме ця цивілізація вважається колискою всієї теперішньої індійської культури.

## Релігійні вчення

### Літературна традиція
В середині II тис. до н. е. культура Хамураппі приходить в занепад, причини якого остаточно не з'ясовані. Як одну з них можна розглядати проникнення в Індію з півночі арійських племен. Вони вже знали що таке залізо, вміли з ним працювати і досить швидко перейшли від кочового скотарського до осілого землеробського способу життя з штучним зрощуванням землі.
Подальша культурна традиція Індії передусім знаменна і особливо цікава різноманітністю, складністю духовного життя — виникненням і зміною, боротьбою і співіснуванням, взаємодією і взаємовпливом різних релігій, а також тісно пов'язаних з ними філософських, етичних, естетичних шкіл і вчень. Основні напрями цього непростого шляху відомі нам по найбагатшій літературній спадщині.
Для суспільних представлень древніх арійців характерним явищем була наявність варн  своєрідних станових груп, які стали складатися у них ще до переселення на Індостан. До кінця II тис. до н. е. остаточно складається доктрина про 4 варни, кожна з яких, за переказами, була створена з тієї або іншої частини тіла першолюдини Пуруші (або в пізнішій традиції Праджапаті, втілення бога Брахми): брахмани (жерці) — з вуст; кшатрії (знать, воїни) — з плечей; вайшії (землеробці, ремісники, торговці) — зі стегон; шудри (низи суспільства — слуги, бідняки, переселенці і т. д.) — зі ступнів ніг.
Арійські закони забороняли шлюби поза варнами, не допускали їх змішування, і не дозволяли навіть торкатися до людей, що стоять поза варнами — прибиральників сміття, могильників, катів. Вони так і називалися — «недоторкані». За вдачею арійці вважались надзвичайно емоційними, схильними до вживання хмільних напоїв, азартних ігор, музики.
В епоху «Рігведи» почав складатися й такий суто індійський феномен, як станово-кастова система. Тут уперше обґрунтовано морально-правові мотиви поділу індійського суспільства на 4 основні стани: брахманів (жерців), кшатріїв (воїнів), вайшіїв (землероби), шудрів (слуг). Згодом було сформовано ще багато підстанів, каст.
І в сучасній Індії джерелом мудрості вважаються «Веди» — збірники священних гімнів в честь арійських богів. Відомі 4 таких збірники. Найдревніший з них — «Рігведа» — належить до III, а частково і до кінця VI тис. до н. е. і складається з 10 книг і 1028 гімнів. Пізніше були складені «Самаведа» і «Яджурведа», що містять у собі співи і жертовні формули. Остання -«Атхарваведа» — містить магічні формули. До ведійської літератури належать також різні коментарі до Веди, написані в пізніший період.
Ведична література дає нам уявлення про релігію древніх аріїв. Вони вважали, що Всесвіт складається з трьох світів: небо, повітря і земля. І боги, відповідно, поділялися на 3 групи. На початку I тис. до н. е. на основі ведизму і вірувань доарійського населення виникає брахманізм. Згідно з ним лише брахмани могли виконувати релігійні обряди і вчити людей релігії. На зміну старим ведичним богам — Варуні, Індрі, Сур'ї — приходять нові: Брахма вважається творцем світу, Вішну — його охоронцем, а Шива — руйнівником.
Одночасно виникає вчення про міграцію душ (сансара — «блукання», «переродження»), про «дхарму» — закон, моральний порядок і про «карму» — діяння людини, що визначають її становище. Сюди ж примикає і уявлення про «мокшу» — стан «ненароджуваності і невмирання». Всі ці релігійно-філософські переконання знайдуть своє відображення в пізнішому буддизмі і індуїзмі.
Брахманізм склав легенди про подвиги героїв Крішни і Рами, які лягли в основу древніх епічних поем — «Махабхарати» і «Рамаяни». Перша з них («Велика війна нащадків Бхарати») була складена, за переказами, мудрецем і співаком В'ясою і складається з 18 книг, що містять 107 тисяч двовіршів. Це в 8 раз більше, ніж обсяг «Іліади» і «Одіссеї», разом взятих. Сюжетною основою епосу є боротьба за владу нащадків легендарного Бхарати — Пандавів і Кауравів. Але «Махабхарата» — не тільки літературний твір, вона є також законоповчальним трактатом і священною книгою. Особливо це торкається шостої її частини, названої «Бхагавадгіта» («Гімн бога»), що містить повчання Крішни. Гімни заторкують безлічі проблем загального характеру. «Рамаяна» («Оповідь про Раму») за розмірами поступається «Махабхараті», але відрізняється більшою стрункістю і образністю. В основі сюжету лежить історія життя Рами — ідеального сина і ідеального правителя, його любов до Сіти, її викрадення царем ракшасів (демонів), перемога Рами і його панування. Обидві поеми стали національним надбанням індійського народу, невичерпним джерелом сюжетів і образів для літератури і мистецтва на багато віків.
Починаючи з VI с. до н. е. в побут широко вводяться нові твори брахманістів — сутри і шастри — своєрідні трактати з різних галузей знань. З'являються збірники звичайного права, найвідоміший з яких — «Закони Ману». Складаються перші філософські школи: саннх'я, йога, ньяя, вайшешика, міманса, веданта, найвойовничою з яких була остання. У V—IV ст. до н. е. брахман Паніні створює єдину літературну мову — санскрит («обчищений», на відміну від «пракритів» — розмовних мов), яка стала мовою міжіндійського спілкування.
VI ст. до н. е. пов'язаний в історії Індії з появою нових вірувань — джайнізму і буддизму. Термін «джайнізм» походить від слова «джина» — переможець (мається на увазі переможець над кругообігом перероджень). Його фундатор Махавіра жив у VI с. до н. е. В основі вчення — шлях звільнення від сансари через дотримання «трьох скарбів» джайнізму — «правильне знання», «правильне бачення» і «правильна поведінка». Махавіра наказував своїм послідовникам аскетизм і ахімсу — неспричинення шкоди всім живим істотам, як умова порятунку душі.

## Буддизм
Створення буддизму — однієї з сучасних світових релігій — зв'язують з ім'ям Сіддхартхи Гаутами (563—483 рр. до н. е.), який в 28 років покинув будинок батька-раджі і 7 років знаходився в мандрівках, поки на нього не зійшло просвітлення і він не став Буддою («Просвітленим»). Будда відкрив чотири «благородні істини» про те, що життя є страждання, що їхньою причиною є людські бажання, пристрасті, прагнення життя, і що вихід з цього — подолання всіх пристрастей. Головна мета людини — досягнення «нірвани», стану, коли людина назавжди вимикається з процесу перероджень. Таким чином, порятунок був можливий для кожної людини незалежно від її походження через самовдосконалення і без яких-небудь посередників (наприклад, брахманів). Найвищого зльоту буддизм досягає при Ашоці — третьому імператорові з династії Маур'їв (268—232 рр. до н. е.). Він скликав буддійський собор, де були затверджені канонічні основи буддизму. Завдяки його зусиллям буддизм виходить за межі Індії.
З часу підкорення Північної Індії Кушанською імперією (1 ст.) відбуваються і серйозні зміни в індійському суспільстві. На основі системи варн починає складатися кастова система. Касти, або «джати» — замкнені групи населення зі своїми звичаями і законами. Члени «джати» жили в одній місцевості, займалися однорідною діяльністю, мали свою адміністрацію, систему взаємодопомоги, загальну касу. Спілкування між членами різних каст обмежувалося.
У Кушанськую епоху оформляється новий напрям буддизму — махаяна, де Будда стає богом бодхисаттв — святих, що досягли рівня Будди, але на час відмовилися увійти в нірвану зі співчуття до людства. Буддизм в цей час підкоряє Китай і Індокитай, трохи пізніше досягає Кореї. Починаючи з 4 ст. розповсюджується релігійна освіта. У 5 столітті цар Кармагупта з династії Гуптів відкрив найвідоміший буддійський університет — монастир Наланда у Північному Біхарі. Пізніше з'явилися університети в Таксилі і Аджанті.
У боротьбі з буддизмом починає формуватися новий тип брахманізму — індуїзм. Основу нового вчення склала «Бхагавадгіта». Виходячи з того, що кожне божество — це іпостась, втілення верховного бога (як Рама або Крішна були втіленням бога Вішну), індуїзм дозволяв будь-які культи і вірування, виявляючи при цьому ще більшу терпимість, ніж буддизм. Головні боги індуізму — Шива, Вішну і богиня Шакті — були також виявами вищого божества — Брахми, що воссідає у вічній медитації на вершині Гімалаїв.
Таким чином в ході древньої історії Індії оформилися основні релігійні вчення: на основі ведичної традиції — брахманізм, що трансформувався в індуїзм; джайнізм; буддизм, а всередині нього — безліч різних напрямів.

## Мистецтво

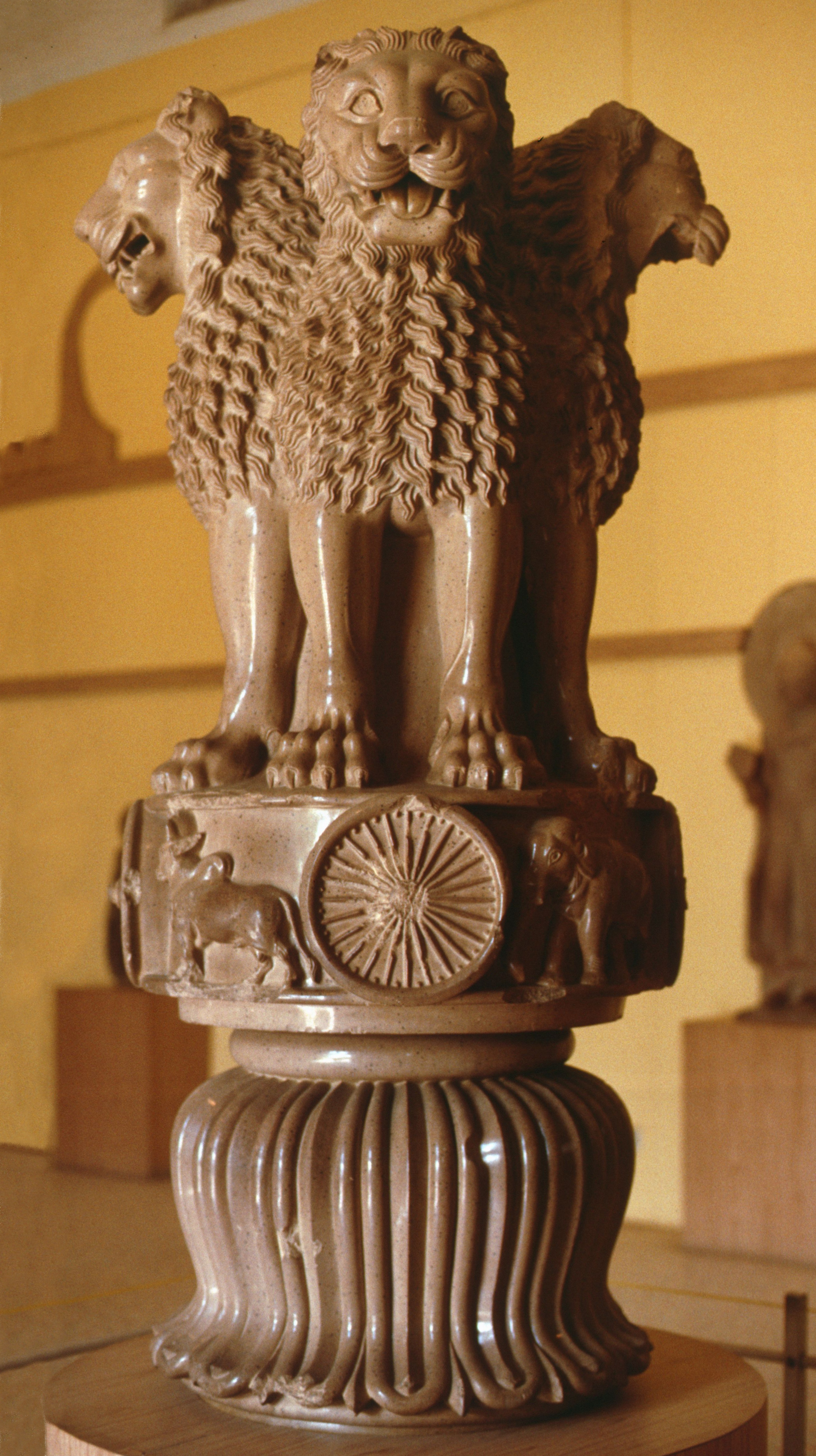
Левова капітель

Всі релігії впливали не тільки на літературну традицію, але і на архітектуру і образотворче мистецтво. Спочатку арійські племена використовували для будівництва майже винятково дерево. Кам'яні палаци замість дерев'яних споруд стали зводитися в період царювання імператора Ашоки з династії Маур'їв. Відомий його палац в Паталіпутрі — столиці Магадхи. Повсюдно ставилися стамбхи — кам'яні стовпи з буддійською символікою або зображеннями тварин і висіченими на них написами (наприклад, Левова капітель із Сарнатха, зведена на місці першої проповіді Будди, що стала гербом сучасної Індії). У цей же час з'являються і перші ступи — культові споруди напівсферічної форми, в яких зберігаються реліквії, пов'язані з Буддою. За переказом Ашока звів 84000 ступ.
Прекрасні архітектурні пам'ятники дійшли до наших днів з часів Кушанської імперії. Це передусім чайтьї — печерні храми, зведення яких стає традицією (наприклад, печерні комплекси в Каркі і Еллорі). Унікальний храм в Кайласі з'єднав в собі образи і мотиви з індуізму, джайнізму і буддизму. Найвідоміший скельний храмовий комплекс знаходиться в Аджанті. Її печерні храми зберегли єдині в своєму роді багатобарвні фрески. Реалістичними і в той же час стилізованими розписами покрито все: і стіни, і стелі, і колони.
До Кушанської епохи в образотворчому мистецтві Індії Будда зображався тільки у вигляді символів, тепер з'являються його зображення у вигляді людини. Його часто оточують бодхисаттви, як, наприклад, на стіні з Катри (2 ст.).
Найпоширенішим напрямом в мистецтві цього часу стає гандхарське, назване так на ім'я місцевості Гандхарі на північному заході Індії. Воно з'єднало в собі традиції середньоазіатської, іранської, індійської і елліністичної культури. Прикладами можуть служити статуя Будда з Хоті-Мардана і сидячий Будда з Тахті-Бахі. Зображення в гуптскому мистецтві стають менш сухими, вишуканішими і чуттєвішими. Будда зі знаменитої статуї з Сарнатха IV ст. з'являється як ідеальна людина, що досягла стану нірвани.
Загалом імператори з династії Гуптів всіляко протегували художній творчості. На основі древнього вигляду театрального мистецтва — пантоміми — виникає драматургія. При дворі Чандрагупти II (380—415 рр.) жили найкращі поети його часу. Найбільш відомий з них Калідаса (353—420). До нас дійшли три його драми, найдовершенішою з яких є «Шакунтала». Існував і народний театр, що з'єднував музику і пластику танцю. Індійці дуже любили логічні ігри. Одна з них — чатуранга (шатрандж) — дійшла і до нас у вигляді сучасних шахів.
Досягають високого рівня наукові знання. Однією із загадок для сучасних вчених залишається неіржавіюча залізна колона в Поділи. Математика вже знала витягання квадратного і кубічного коренів. Астрономи встановили, що Земля обертається навколо своєї осі, і що Місяць запозичає своє світло у Сонця. У середні віки ці знання, як і індійські цифри, перейняли араби.